# Temnoplectron boucomonti
Temnoplectron boucomonti е вид бръмбар от семейство Листороги бръмбари (Scarabaeidae). Видът не е застрашен от изчезване.

## Разпространение
Разпространен е в Австралия (Западна Австралия и Северна територия) и Папуа Нова Гвинея.